# Primera División de baloncesto 1980-81
La temporada 1980-81 de la Liga Española de Baloncesto fue la vigésimo quinta edición de dicha competición. La formaron 14 equipos equipos, jugando todos contra todos a doble vuelta. Los tres últimos clasificados descendían directamente. Comenzó el 12 de octubre de 1980 y finalizó el 5 de abril de 1981. El campeón fue por segunda vez el FC Barcelona, tras el título logrado en 1959.

## Equipos participantes
| Equipo                | Sede                    |
| --------------------- | ----------------------- |
| FC Barcelona          | Barcelona               |
| Real Madrid CF        | Madrid                  |
| CB Areslux Granollers | Granollers              |
| CN Helios             | Zaragoza                |
| CB L'Hospitalet       | Hospitalet de Llobregat |
| CB Miñón Valladolid   | Valladolid              |
| Club Juventud         | Badalona                |
| CB Cotonificio        | Badalona                |
| CD Manresa            | Manresa                 |
| CB Estudiantes        | Madrid                  |
| CB OAR Ferrol         | Ferrol                  |
| CB Inmobanco          | Madrid                  |
| RC Náutico            | Santa Cruz de Tenerife  |
| CD Basconia           | Vitoria                 |

## Clasificación
| Pos. | Equipo                    | Pts. | PJ | G  | E | P  | GF   | GC   | Dif. | Clasificación o descenso             |
| ---- | ------------------------- | ---- | -- | -- | - | -- | ---- | ---- | ---- | ------------------------------------ |
| 1    | FC Barcelona              | 69   | 26 | 23 | 0 | 3  | 2651 | 2162 | +489 | Clasificado para la Copa de Europa   |
| 2    | CB Estudiantes            | 56   | 26 | 18 | 2 | 6  | 2347 | 2210 | +137 |                                      |
| 3    | Real Madrid               | 56   | 26 | 18 | 2 | 6  | 2469 | 2125 | +344 | Clasificado para la Recopa de Europa |
| 4    | CB Cotonificio            | 55   | 26 | 18 | 1 | 7  | 2265 | 2079 | +186 | Clasificado para la Copa Korać       |
| 5    | Club Joventut de Badalona | 49   | 26 | 16 | 1 | 9  | 2368 | 2240 | +128 | Clasificado para la Copa Korać       |
| 6    | Miñón Valladolid          | 39   | 26 | 13 | 0 | 13 | 2314 | 2391 | −77  | Clasificado para la Copa Korać       |
| 7    | CN Helios                 | 33   | 26 | 11 | 0 | 15 | 2230 | 2256 | −26  |                                      |
| 8    | Manresa EB                | 31   | 26 | 10 | 1 | 15 | 2262 | 2357 | −95  |                                      |
| 9    | CB OAR Ferrol             | 31   | 26 | 10 | 1 | 15 | 2160 | 2313 | −153 | Clasificado para la Copa Korać       |
| 10   | Areslux Granollers        | 28   | 26 | 9  | 1 | 16 | 2163 | 2265 | −102 |                                      |
| 11   | RC Náutico                | 28   | 26 | 9  | 1 | 16 | 2079 | 2237 | −158 |                                      |
| 12   | CB L'Hospitalet           | 27   | 26 | 9  | 0 | 17 | 2100 | 2230 | −130 | Descenso a Primera División B        |
| 13   | CB Inmobanco              | 21   | 26 | 7  | 0 | 19 | 2339 | 2504 | −165 | Descenso a Primera División B        |
| 14   | CD Basconia               | 18   | 26 | 6  | 0 | 20 | 2024 | 2302 | −278 | Descenso a Primera División B        |

 Fuente: Linguasport
| Campeón 1981 |
| ------------ |
| FC Barcelona |

## Máximos anotadores
| Pos. | Nombre           | Equipo | Puntos | Partidos | PPP  |
| ---- | ---------------- | ------ | ------ | -------- | ---- |
| 1.   | Lars Hansen      | OAR    | 713    | 26       | 27.4 |
| 2.   | Essie Hollis     | GRA    | 692    | 26       | 26.6 |
| 3.   | Nate Davis       | VAD    | 605    | 23       | 26.3 |
| 4.   | Charles Simon    | INM    | 578    | 23       | 25.1 |
| 5.   | Josean Querejeta | BAS    | 640    | 26       | 24.6 |
| 6.   | Hollis Copeland  | HEL    | 464    | 19       | 24.4 |
| 7.   | Chicho Sibilio   | FCB    | 598    | 25       | 23.9 |